# Ludmila Berlinskaïa
Ludmila Valentinovna Berlinskaïa (en russe : Берлинская, Людмила Валентиновна) est une pianiste et actrice russe née en 1960 à Moscou. Elle est la fille du violoncelliste Valentin Berlinsky, fondateur du Quatuor Borodine.

## Biographie

### Jeunesse et formation
Ludmila Berlinskaïa est née d’une mère avocate, Zoïa Ivanova, et d’un père musicien : le violoncelliste Valentin Berlinsky, fondateur du Quatuor Borodine.
Durant toute son enfance, elle côtoie de nombreux artistes et personnalités de l’intelligentsia russe, comme les compositeurs Mieczysław Weinberg, Dmitri Chostakovitch, Alfred Schnittke, Sofia Goubaïdoulina ; les interprètes Mstislav Rostropovitch, David Oïstrakh, Daniil Chafran, Yakov Zak, Alexandre Goldenweiser, Yakov Flier ; les chefs d’orchestre Iouri Temirkanov, Evgeny Svetlanov, Guennadi Rojdestvenski, Dmitri Kitaïenko ; les peintres Anatoli Zverev,  Nikolaï Silis, Vadim Sidur, Vladimir Lemporte, Rustam Hamdamov, Dmitri Krasnopevtsev, l’écrivain Alexandre Soljenitsyne ou l’académicien Andreï Sakharov.
Ludmila Berlinskaïa commence le piano à l'âge de cinq ans et intègre un an plus tard l’Ecole Gnessine dans la classe d'Anna Kantor, enseignante notamment de Evgeny Kissin et de Nikolaï Demidenko. À 17 ans, elle intègre le Conservatoire de Moscou dans la classe de Mikhaïl Voskressenski.
Dès l'âge de 14 ans, elle commence à se produire sur scène avec le Quatuor Borodine ; à 15 ans elle débute avec orchestre et part en tournée dans toute l’URSS, jouant en solo ou en musique de chambre des Pays Baltes au Kamtchatka, de l’Ukraine à la Sibérie. Dès ses 17 ans, elle joue avec des musiciens de grande renommée tels Youri Bashmet et Viktor Tretiakov, et à 19 ans elle est déjà montée sur les scènes des plus grandes salles d’Union Soviétique, à Moscou, Saint-Pétersbourg, Nijni-Novgorod et autres capitales culturelles.

## Cinéma
Tout à fait parallèlement à sa vie musicale se produit un événement majeur : à 13 ans, Ludmila Berlinskaïa est engagée pour jouer l'un des trois rôles principaux du film Le Grand Voyage cosmique (ru) de Valentin Selyanov, qui connaît un succès phénoménal et devient l'emblème d’une génération. Pour le film, elle interprète elle-même les deux chansons principales (Ты мне веришь или нет ; млечный путь), deux tubes composés par Alexeï Rybnikov ; ces chansons populaires ont continué d’être diffusées très souvent à la radio en Russie depuis lors, jusqu’à maintenant. Par la suite, Ludmila Berlinskaïa reçoit de nombreuses propositions de tournage, toutes refusées au profit de la musique.

## Les années Richter
À quinze ans, Ludmila Berlinskaïa entre dans le cercle privilégié qu’est l’entourage de Sviatoslav Richter. Choisie et protégée par lui-même, elle le considère comme un père spirituel et s’imprègne de l’atmosphère créatrice qui règne autour de cet immense artiste. Durant cette période, de la fin des années 1970 et du début des années 1980, elle est même la tourneuse de pages attitrée du maître, une notoriété un peu particulière. Outre l’influence personnelle de Sviatoslav Richter qui marquera beaucoup ses choix futurs, Ludmila Berlinskaïa profite de cette proximité grâce à laquelle elle fréquente de nombreux artistes comme Youri Borissov, Evgeny Mravinsky, Galina Oulanova, Boris Pokrovsky, Ivan Kozlovski, Dietrich Fischer-Dieskau, Peter Schreier, Christoph Eschenbach, Vladimir Vassiliev, Stanislav Neuhaus, Natalia Gutman, Oleg Kagan, Innokenti Smoktounovski, etc.
Elle participe notamment au festival créé par Richter au Musée des beaux-arts Pouchkine : le festival des « Nuits de décembre », dont la programmation chaque année est intimement liée à un sujet et une exposition organisée par le musée dans la salle où se tiennent les concerts.
Parmi ses nombreuses participations à ce festival, on notera qu’elle a joué à quatre mains avec Sviatoslav Richter lors de l’édition de 1985, et qu’elle l’a remplacé au dernier moment dans la partie piano de l’opéra de Britten Le Tour d’Ecrou.
Bien connu pour ses réticences à l’endroit des concours, Richter incite Ludmila Berlinskaïa à ne pas s’engager dans cette voie. Malgré quelques expériences, toutes soldées par des 1er prix (Premiers Prix du concours de musique de chambre de Paris et de Florence ; Prix Leonardo), elle suit ses conseils et renonce à se présenter aux principaux concours internationaux.
C'est chez Richter qu'elle rencontre Vladimir Ziva, jeune chef d'orchestre. Ils se marient et ont un fils aujourd'hui violoncelliste, Dmitri Berlinski, à ne pas confondre avec son homonyme violoniste.

## Paris, création de festivals
Au début des années 1990, Ludmila Berlinskaïa s’installe à Paris avec son deuxième époux, Anton Matalaev, premier violon du Quatuor Anton, qui vient de remporter le Grand Prix du Concours d'Évian. C'est à Paris que Ludmila Berlinskaïa commence à jouer régulièrement avec Mstislav Rostropovitch en Europe. Après leur premier concert à l'Hôtel de Ville de Paris, Mme Chirac, alors femme du Maire, offre à Ludmila Berlinskaïa la possibilité de créer un festival : Salon Musical Russe.
Anton Matalaev et Ludmila Berlinskaïa ont une fille, Macha Matalaev, née en 1991. Anton Matalaev décède en 2002.
Les années 90 sont riches de rencontres et d’une intense activité de concertiste. Ludmila Berlinskaïa se produit en récital et en musique de chambre dans de grandes salles internationales telles que Wigmore Hall et Barbican Hall à Londres, au Concertgebouw d’Amsterdam, au Théâtre des Champs Élysées et Salle Gaveau à Paris, au Conservatoire de Moscou, à la Fenice de Venise, aux Académies Royales de Bruxelles et de Madrid, et dans de très nombreux Festivals.
Grande spécialiste de musique de chambre, elle est sollicitée par de nouveaux partenaires tels Gautier Capuçon, Henri Demarquette, David Geringas, Alain Meunier, Pavel Gomziakov, Philippe Muller, Dominique de Williencourt, Gérard Poulet, Sarah Nemtanu, Gérard Caussé, Jean-Marc Luisada, François-René Duchâble, Paul Meyer, le Quatuor Modigliani, le Quatuor Orlando, le Quatuor Danel, The Fine Arts Quartet, le Quatuor de Saint-Pétersbourg, le Quatuor Ardeo, le Quintette Moraguès et d’autres ensembles prestigieux.
Ludmila Berlinskaïa est considérée comme une des grandes spécialistes de la musique de Chostakovitch, ayant joué toute sa musique de chambre avec piano, avec des partenaires prestigieux, et même les œuvres les plus rares ou inédites.
En 2001, elle crée son deuxième Festival, Printemps Musical à Paris, qui se déroule dans différentes salles de Paris. Il produit entre autres la création parisienne de Prométhée d’Alexandre Scriabine, et pour la première fois après George Balanchine à Paris, l'Aubade de Poulenc avec danseur.
Parallèlement à son activité de concertiste, Ludmila Berlinskaïa a enseigné pendant 12 ans à l'École Normale de Musique de Paris "Alfred Cortot".
En juin 2009, elle fonde l'Association Berlinsky à la suite du décès de Valentin Berlinsky le 15 décembre 2008.

## Piano-duo Berlinskaïa-Ancelle
En 2011, elle crée un duo de pianos en compagnie de son époux et pianiste français Arthur Ancelle. 
Leurs enregistrements ont été multi récompensés par la presse internationale, et ils sont invités tant par des festivals (Tokyo Spring Festival, Sommets Musicaux de Gstaad...) que des orchestres prestigieux (Orchestre Philharmonique de Saint-Pétersbourg, Orchestre Philharmonique de Freiburg…).
Ensemble, ils ont fondé le festival de musique « La Clé des Portes» dans le cadre enchanteur des châteaux de la Loire, ainsi que le Rungis Piano-Piano Festival, entièrement dédié au répertoire pour 2 pianos et 4 mains.
En 2022, ils fondent l'Académie Piano-Piano destinée aux jeunes du monde entier, et en 2023 ils sont titulaires d'une classe spécialisée en duos de pianos à l'Ecole Normale de Musique de Paris.

## Enregistrements
Au sein d’une discographie abondante, Ludmila Berlinskaya a enregistré des œuvres de Rachmaninov, Glinka, Schnittke, Mendelssohn, Janacek, Strauss, Tchaïkovski, Prokofiev, Scriabine, Liszt, Schumann, Beethoven, Medtner, Ravel… 
Ses enregistrements ont reçu de très nombreuses récompenses, parmi lesquelles le Choc de Classica et l’Editor’s Choice de Gramophone.

## Discographie
- Schumann : December Nights 1985 - Sviatoslav Richter, Quatuor Borodine, Ludmila Berlinskaïa (Melodiya)
- Rachmaninoff : Sonate pour violoncelle, Vocalise, Trio Elegiaque Nº1 - Valentin Berlinsky, Anton Matalaev, Ludmila Berlinskaïa (XCP Montpellier, 1994)
- Glinka : Œuvres pour piano, Grand Sextuor - Ludmila Berlinskaïa, Quatuor Borodine, Grigori Kovalevski (2003, Europe Arts)
- Schnittke : Quatuor n°3, Quintette, Quatuor avec piano - Quatuor Borodine, Ludmila Berlinskaïa (Virgin Classics)
- Mendelssohn, Janacek, Strauss : Sonates pour violon et piano - Gérard Poulet, Ludmila Berlinskaïa (2009, Saphir Productions)
- Tchaikovski : Francesca da Rimini, Casse-Noisette - Ludmila Berlinskaïa, Arthur Ancelle (2011, Saphir Productions)
- Prokofiev : Roméo & Juliette, Cendrillon - Ludmila Berlinskaïa, Arthur Ancelle (2014, Melodiya)
- Scriabine : Préludes, Sonate n°4, Sonate n°9, Vers la Flamme, Julian Scriabine, Boris Pasternak - Ludmila Berlinskaïa (2015, Melodiya)
- Liszt : Deux Sonates pour deux pianos - Sonate en si mineur (tr. Saint-Saëns) ; Après une lecture du Dante (tr. Arthur Ancelle) ; Saint-Saëns : Danse Macabre - Ludmila Berlinskaïa, Arthur Ancelle (2016, Melodiya)
- Quintet + : Quintettes de Medtner et Chostakovitch, Prokofiev, Kurbatov - Ludmila Berlinskaïa, New Russian Quartet, Igor Fedorov (2017, Melodiya)
- Reminiscenza : Beethoven : Sonata n°30 op. 109 in E major, Medtner : Sonata Reminiscenza op. 38 n° 1 in A minor, Schumann : Kreisleriana op. 16, Ravel : Valses Nobles et Sentimentales - (2018, Melodiya)
- Belle Epoque : Premier volume du "2-pianos originals project" - Chaminade, Koechlin, Aubert, Hahn, Debussy - Ludmila Berlinskaïa, Arthur Ancelle (2018, Melodiya)
- Russian Last Romantics : Deuxième volume du "2-pianos originals project" - Medtner, Rachmaninov, Glazounov - Ludmila Berlinskaïa, Arthur Ancelle - (2019, Melodiya)
- B like Britain : Troisième volume du "2-pianos originals project" - Bax, Britten, Bowen, Bennett - Ludmila Berlinskaïa, Arthur Ancelle - (2019, Melodiya)
- Ma Boîte à Musique : livre-CD illustré par Elodie Nouhen. Oeuvres pour 2 et 4 mains by Debussy, Moussorgsky, Tchaikovsky, Bizet, Medtner, Liadov, Lourié, Ravel, Ibert, Tcherepnin, Sancan, Fauré. - Ludmila Berlinskaïa, Arthur Ancelle - 2021, Didier Jeunesse
- Couple : oeuvres de Natasha Tchaikovskaya pour 2 pianos - Ludmila Berlinskaïa, Arthur Ancelle - (2021, Melodiya)
- Gershwin/Tsfasman : George Gershwin, The Man I love (paraphrased for 2 pianos by Gregory Stone), Four Songs arranged by Paul Posnak, Three Preludes (transcription for 2 pianos by Gregory Stone), I Got Rhythm Variations (transcribed for 2 pianos by G. Gershwin) et Alexander Tsfasman, Jazz Suite (transc. I. Tsygankov), Four songs arrangées par Arthur Ancelle, Fantasy on G. Gershwin’s « The Man I love » (transc. Igor Tsygankov) - Ludmila Berlinskaïa, Arthur Ancelle - (2022, Melodiya)
- « Passage secret », Bizet, Debussy, Fauré, Ravel, Aubert, avec Arthur Ancelle (piano). (2023 Alpha).